# Sint-Annakerk (Stene)
De Sint-Annakerk te Stene, deelgemeente van Oostende, België, is een witgeschilderd bakstenen kerkje met zadeldaken. Het is een der oudste gebedsplaatsen langs de Belgische kust.
Het kerkje werd in verschillende fasen gebouwd. Vermoedelijk stond er een houten kapel naast de versterking, die gebouwd werd ter bescherming van de kustbewoners tegen de Noormannen. Deze kapel zou dan later geleid hebben tot de parochiekerk van Stene, vermoedelijk gebouwd onder Robrecht de Fries (1071-1093). Maar hierover bestaat grote onzekerheid.
Een andere versie is dat de bouw van het kerkje gestart werd in 1253, onder het bewind van gravin Margaretha II van Constantinopel, op de plaats waar er vroeger een kapel stond. Van deze fase is de noordbeuk nog origineel: zes nissen tonen nog de plaats van de vroegere ramen, waarvan er in totaal twaalf waren (symbool voor de twaalf apostelen). De tempeliers van de commanderij van Slijpe hadden het beheer over de kerk tot 1312 toen hun orde werd ontbonden. De middenbeuk dateert van de 14de eeuw. Vanaf de 15de eeuw werd de kerk beschermd door de hertogen van Bourgondië. Tijdens het Beleg van Oostende (1601-1604) werd de kerk zwaar beschadigd. De derde beuk dateert van de herstelling in 1625 (deze datum staat in de westgevel van de noorderbeuk). Door deze toevoeging werd deze kerk een driebeukige hallenkerk met twee apsissen.
Omstreeks 1651 werd het kerktorentje in metselwerk toegevoegd. Boven het altaar van de H. Apollonia in de rechterbeuk staat het jaartal 1636.
Er werden al vroeg restauratiewerken uitgevoerd. Het huidige torentje dateert uit (1675 en werd hersteld in 1748 en 1808. Het klokje weegt 281 kg en werd gegoten in 1758. In 1763 verkeerde het kerkje in zodanig slechte toestand dat het helemaal hersteld moest worden.
Door al die werken kreeg het geheel een mengeling van laatgotische en renaissance stijl. In 1777 kreeg het koor een marmeren vloer. Er werd een nieuw hoofdaltaar geplaatst en het vorige hoofdaltaar werd nu in de zuiderbeuk geplaatst. Het portaal werd in 1846 gebouwd. Een neogotische doopvont en doopkapel werden nog toegevoegd in 1864. De ramen uit gebrandschilderd glas achter het hoofdaltaar beelden Sint-Anna en de H. Apollonia (patrones tegen kiespijn) uit. Onder het oksaal staan de borstbeelden van St. Andreas en de H. Barbara, patroons van de schuttersgilde.
Rond 1790 zorgde de Oostendse schilder Emmanuel Lacroix voor enkele religieuze schilderijen: 'de Kruisiging van Christus' en 'de Bewening van Christus' Er hangen van deze schilder ook werken in de Onze-Lieve-Vrouw-ter-Duinenkerk in Mariakerke.
Boven op het torentje, dat wat scheef staat, prijkt de vergulde dorpshaan, onlangs hersteld van schotwonden opgelopen tijdens de Eerste Wereldoorlog. In die periode werd het kerkje gebruikt door het Duits leger als paardenstal en verblijfplaats voor de soldaten. De klok werd door hen verwijderd. Nadien werd de klok vervangen met het geld van de fondsen "oorlogsschade".
Achteraan de kerk prijkt een waardevol Christusbeeld, gemaakt uit één stuk palmhout en toegeschreven aan de School van Oberammergau.
Op het kerkhofje achter de kerk bevindt zich het graf van Jozef Gezelle (1840-1903), pastoor (1898-1903) van deze kerk en broer van de dichter Guido Gezelle. Deze grote dichter kwam regelmatig zijn broer bezoeken in Stene.
Gedurende restauratiewerken in 2019 werden twee grafzerken gevonden daterend van rond 1320. Een grafzerk behoorde toe aan een ridder, mogelijk uit de familie Metten Eye. De gravures op het graf tonen duidelijk een tekening van een schild. Het andere graf achteraan in de kerk is in slechtere staat en betreft een vrouw (waarschijnlijk de vrouw van de ridder) en twee kinderen. Deze graven werden gerestaureerd in 2020. Bij verdere graafwerken in 2020 werden nog twee grafzerken uit de 14de eeuw blootgelegd.
De pastorie van de Sint-Annaparochie werd op 5 april 1995 opgenomen als beschermd monument.

## Galerij

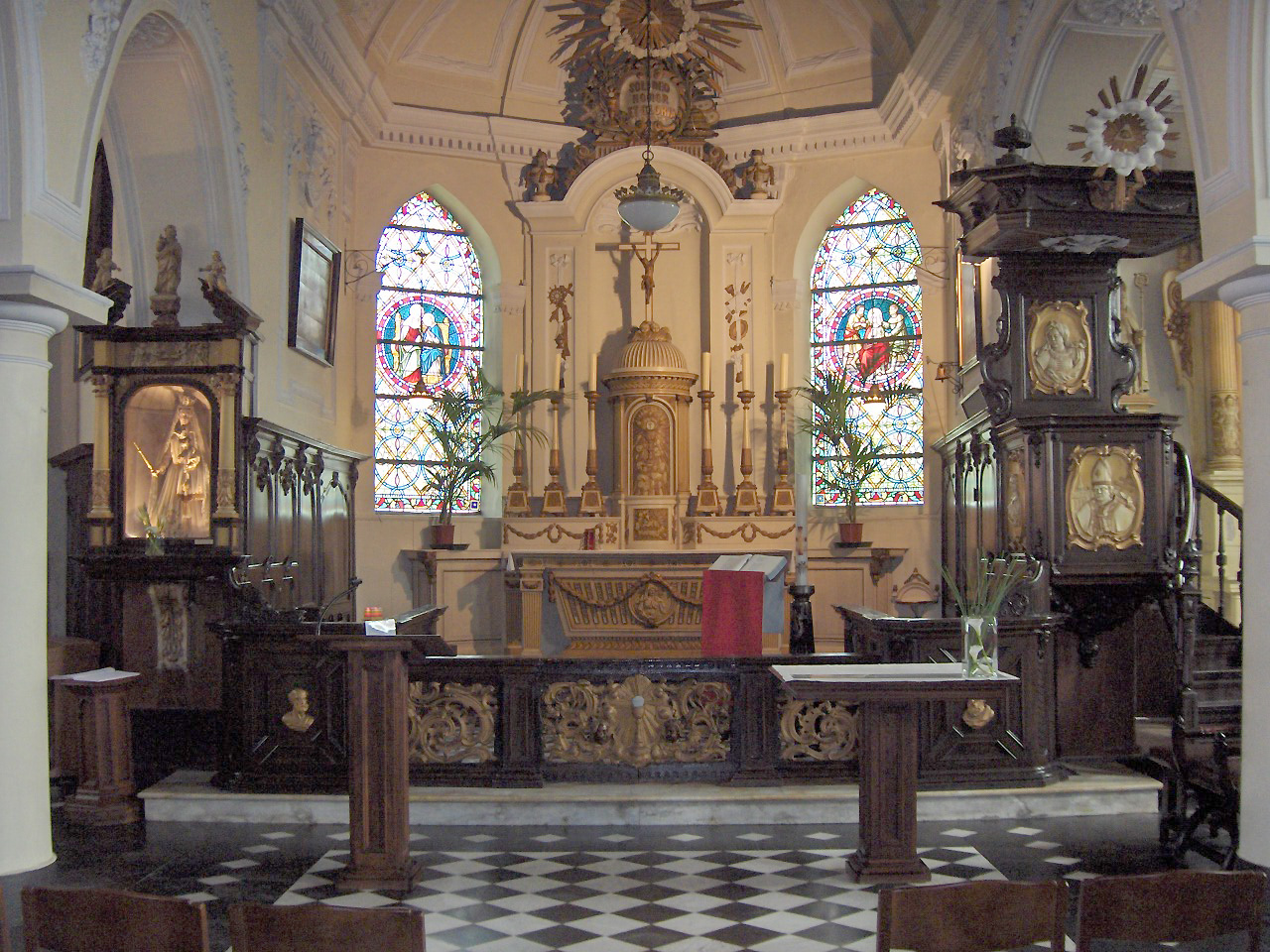
Hoogaltaar
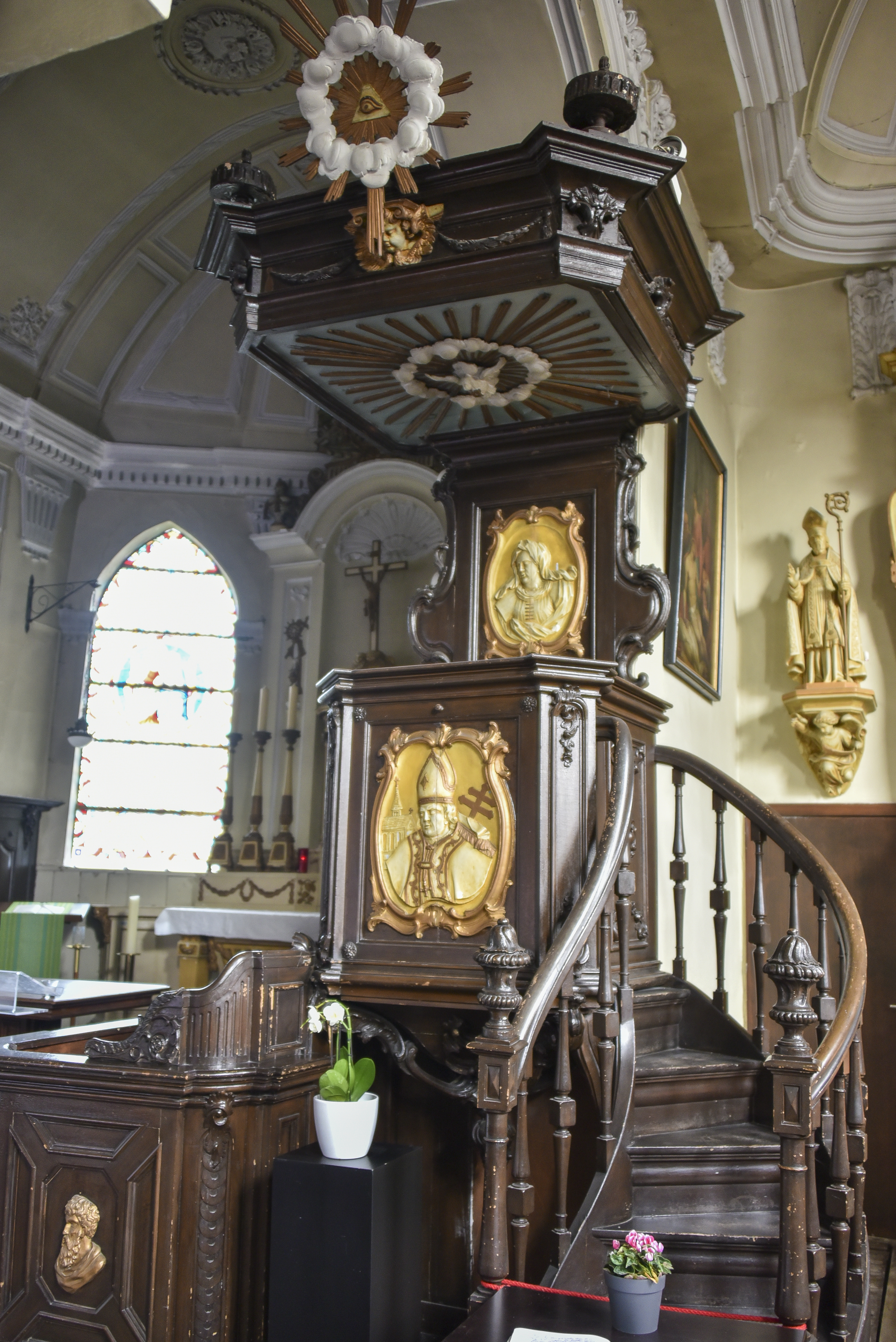
Preekstoel
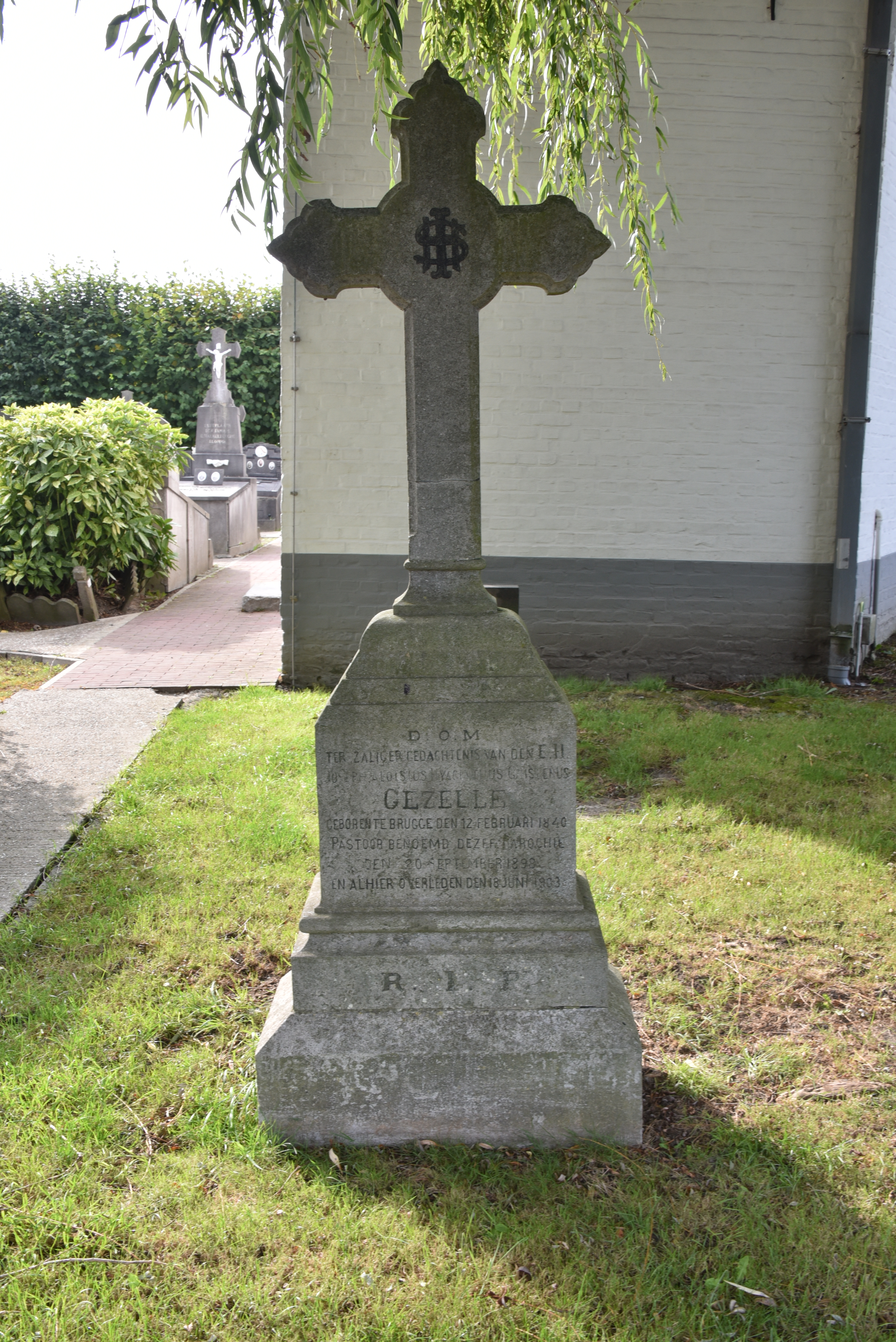
Graf van Joseph Gezelle